# Джефферсон, Джастин
Джастин Джамал Джефферсон (англ. Justin Jamal Jefferson; 16 июня 1999, Сент-Роз, Луизиана) — профессиональный американский футболист, выступающий на позиции уайд ресивера в клубе НФЛ «Миннесота Вайкингс». Лучший новичок лиги 2020 года по версии издания Sporting News. Лучший игрок нападения в НФЛ по версиям Associated Press, Ассоциации футбольных журналистов Америки и Sporting News по итогам сезона 2022 года. Трёхкратный участник Пробоула.
На студенческом уровне играл в составе команды университета штата Луизиана. Победитель плей-офф национального чемпионата сезона 2019 года. На драфте НФЛ 2020 года был выбран в первом раунде под общим двадцать вторым номером.

## Биография
Джастин Джефферсон родился 16 июня 1999 года в Луизиане. Младший из трёх сыновей в семье Джона и Элейн Джефферсон. Его брат Джордан играл квотербеком за команду университета штата Луизиана, два сезона провёл в Лиге арена-футбола, а по состоянию на 2023 год работает тренером в команде университета штата Колорадо. Учился в школе города Дестрхен, играл за её команду принимающим, занимался лёгкой атлетикой. На момент окончания школы он входил в число ста лучших молодых игроков Луизианы по версиям сайтов 247Sports и Rivals.

### Любительская карьера
В турнире NCAA Джефферсон дебютировал в сезоне 2017 года. Он принял участие в семи играх команды, набрав четыре ярда на выносе. Одним из основных принимающих команды он стал в 2018 году. Сыграв в тринадцати матчах, он стал лучшим в составе «Тайгерс» по количеству приёмов, ярдов и тачдаунов на приёме. В сезоне 2019 года Джефферсон сыграл в стартовом составе во всех пятнадцати матчах и установил рекорд университета, сделав 111 приёмов. Набранные им 1540 ярдов стали третьим в его истории показателем. Он внёс значительный вклад в победу «ЛСЮ Тайгерс» в чемпионате: в полуфинале плей-офф против «Оклахомы» он набрал 227 ярдов с четырьмя тачдаунами, установив личные рекорды, а в финале против «Клемсона» набрал на приёме 106 ярдов.

#### Статистика выступлений в NCAA
| Сезон | Команда     | Игры | Приём | Приём | Приём | Приём | Вынос | Вынос | Вынос | Вынос |
| Сезон | Команда     | Игры | Rec   | Yds   | Y/A   | TD    | Att   | Yds   | Y/A   | TD    |
| ----- | ----------- | ---- | ----- | ----- | ----- | ----- | ----- | ----- | ----- | ----- |
| 2017  | ЛСЮ Тайгерс | 7    | 0     | 0     | 0,0   | 0     | 1     | 4     | 4,0   | 0     |
| 2018  | ЛСЮ Тайгерс | 13   | 54    | 875   | 16,2  | 6     | 5     | 26    | 5,2   | 0     |
| 2019  | ЛСЮ Тайгерс | 15   | 111   | 1540  | 13,9  | 18    | 0     | 0     | 0,0   | 0     |
| Всего | Всего       | 35   | 165   | 2415  | 14,6  | 24    | 6     | 30    | 5,0   | 0     |

### Профессиональная карьера
Перед драфтом НФЛ 2020 года Джефферсон оценивался как один из самых готовых к переходу в профессиональный футбол принимающих. Отмечалась качество его работы на маршрутах и способность бороться за мяч в воздухе, что в совокупности делало его игроком, подходящим под любые концепции нападения. К его сильным сторонам относили подвижность и хорошее владение телом, отличную стартовую скорость, способность уходить от захватов защитников и ловить мячи в непосредственном контакте с соперником. Среди недостатков называли нехватку опыта игры против плотного прикрытия и довольно большое количество ошибок при приёме мяча.
На драфте Джефферсон был выбран «Миннесотой» в первом раунде под общим двадцать вторым номером. В июле 2020 года он подписал с клубом четырёхлетний контракт на общую сумму 13,1 млн долларов, по условиям соглашения клуб имел возможность продлить его действие ещё на год перед началом сезона 2023 года. Перед стартом регулярного чемпионата аналитики ESPN Филд Йейтс и NFL Network Адам Рэнк высказывали мнение, что он станет самым результативным принимающим сезона 2020 года среди новичков. Ему прогнозировалась роль одного из двух ведущих ресиверов «Вайкингс» вместе с Адамом Тиленом. В своём первом сезоне в НФЛ Джефферсон сыграл в шестнадцати матчах регулярного чемпионата и набрал на приёме 1400 ярдов, побив рекорд клуба для новичков, ранее принадлежавший Рэнди Моссу. Этот результат также стал лучшим для новичков лиги в эпоху Супербоулов. В январе 2021 года он стал единственным новичком среди игроков нападения, получившим приглашение на Пробоул. Издание Sporting News признало Джефферсона лучшим новичком сезона.
В 2021 году Джефферсон закрепился в статусе одной из звёзд НФЛ. В семнадцати проведённых играх он набрал на приёме 1616 ярдов, побив рекорд Оделла Бэкхема по их количеству в первые два сезона карьеры. За этот же отрезок времени он набрал на приёме больше ярдов, чем любой другой игрок лиги. Второй раз подряд Джефферсон вошёл в число участников Пробоула. Издание Pro Football Focus поставило его на второе место в лиге по эффективности игры против одиночного прикрытия с оценкой 94,4 балла. По итогам сезона 2022 года он стал самым результативным принимающим НФЛ, сделав 128 приёмов на 1809 ярдов. Оба результата вошли в десятку лучших в истории лиги. Третий год подряд он принял участие в Пробоуле. В феврале 2023 года Джефферсон был назван лучшим игроком сезона в нападении, став третьим в истории «Вайкингс» обладателем этой награды. В апреле руководство клуба объявило об использовании возможности продления контракта с игроком на пятый сезон, его зарплата на 2024 год составила 19,7 млн долларов.

#### Статистика выступлений в НФЛ

##### Регулярный чемпионат
| Сезон | Команда            | Игры | Приём | Приём | Приём | Приём | Вынос | Вынос | Вынос | Вынос |
| Сезон | Команда            | Игры | Rec   | Yds   | Y/A   | TD    | Att   | Yds   | Y/A   | TD    |
| ----- | ------------------ | ---- | ----- | ----- | ----- | ----- | ----- | ----- | ----- | ----- |
| 2020  | Миннесота Вайкингс | 16   | 88    | 1400  | 15,9  | 7     | 1     | 2     | 2,0   | 0     |
| 2021  | Миннесота Вайкингс | 17   | 108   | 1616  | 15,0  | 10    | 6     | 14    | 2,3   | 0     |
| 2022  | Миннесота Вайкингс | 17   | 128   | 1809  | 14,1  | 8     | 4     | 24    | 6,0   | 1     |
| 2023  | Миннесота Вайкингс | 1    | 9     | 150   | 16,7  | 0     | 0     | 0     | 0,0   | 0     |
| Всего | Всего              | 51   | 333   | 4975  | 14,9  | 25    | 11    | 40    | 3,6   | 1     |

* На 15 сентября 2023 года

##### Плей-офф
| Сезон | Команда            | Игры | Приём | Приём | Приём | Приём | Вынос | Вынос | Вынос | Вынос |
| Сезон | Команда            | Игры | Rec   | Yds   | Y/A   | TD    | Att   | Yds   | Y/A   | TD    |
| ----- | ------------------ | ---- | ----- | ----- | ----- | ----- | ----- | ----- | ----- | ----- |
| 2022  | Миннесота Вайкингс | 1    | 7     | 47    | 6,7   | 0     | 0     | 0     | 0,0   | 0     |
| Всего | Всего              | 1    | 7     | 47    | 6,7   | 0     | 0     | 0     | 0,0   | 0     |